# وثنية أنجلوسكسونية

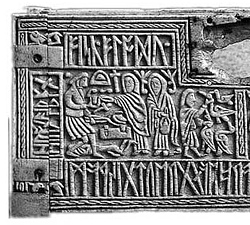

يدل مصطلح الوثنية الأنجلوسكسونية، أو الدين الأنجلوسكسوني قبل المسيحية، أو الدين الأنجلوسكسوني التقليدي، على المعتقدات والشعائر الدينية التي اتبعها الأنجلوسكسونيون بين القرنين الخامس والثامن بعد الميلاد، في الفترة الأولى من إنجلترا القروسطية المبكرة. وُجدت تنويعات من الوثنية الجرمانية في معظم أوروبا الغربية الشمالية، وهي تجمع تنويعات غير متجانسة من المعتقدات المختلفة والشعائر الدينية، على اختلاف كبير بين المناطق.
تطورت الوثنية الأنجلوسكسونية من دين العصر الحديدي السابق لشمال أوروبا القارّي، ودخلت بريطانيا بعد الهجرة الأنجلوسكسونية في أواسط القرن الخامس، وبقيت هي نظام المعتقدات الحاكم في إنجلترا حتى انقلبت ممالكها إلى المسيحية بين القرنين السابع والثامن، واختلطت بعض جوانبها تدريجيًا بالثقافة الشعبية. كان المسيحيون من الأنجلوسكسون أول من عبّر بمصطلح «الوثنية» ليدل على هذا الدين، ولا يبدو أن هؤلاء الوثنيين كانوا يملكون اسمًا لدينهم، ومن هنا نشأ جدال بين الباحثين المعاصرين بشأن مناسبة الاستمرار في وصف هذه النظم الاعتقادية بالمصطلحات المسيحية. تأتي المعرفة المعاصرة عن الوثنية الأنجلوسكسونية بشكل كبير من ثلاثة مصادر: الأدلة النصية التي أنتجها المسيحيون من الأنجلوسكسون مثل بيد وألدهيلم، وأدلة أسماء الأماكن، والأدلة الآثارية للشعائر الدينية. أما الاقتراحات الأخرى بشأن طبيعة الوثنية الأنجلوسكسونية فقد تطورت بالمقارنات مع نظم الاعتقاد قبل المسيحية التي كانت عند الشعوب المجاورة كالشماليين.
كانت الوثنية الأنجلوسكسونية نظامًا اعتقاديًا متعدد الآلهة، يتركز على الإيمان بآلهة تسمى إيز ése (والمفرد أوز ós). كان أبرز هذه الآلهة على الأرجح وودن، ومن الآلهة البارزة أيضًا ثونور وتيو. وكانوا يؤمنون بكائنات أخرى وراء الطبيعة، تسكن المناظر الطبيعية، منها الآلف والنيكور والتنين. تدور الشعائر العباديّة إلى حد كبير حول مظاهر الإخلاص والعبادة، ومنها التضحية بكائنات غير حية وحيوانات للآلهة، لا سيما في مهرجانات دينية معينة في السنة. تدل بعض الأدلة على وجود معابد خشبية، وإن كانت المساحات العبادية الأخرى في الهواء الطلق، أو كانت تضمّ الأشجار والمغاليث المخصصة للعبادة. لا يُعرَف عن المفاهيم الوثنية للحياة الآخرة إلا القليل، وإن كانت هذه المعتقدات غالبًا تؤثر في مراسم الدفن والجنائز، إذ تُدفن فيها جثة الميت أو تُحرق، وتوضع معه مجموعة مختارة من البضائع القبرية. ضم نظامهم الاعتقادي غالبًا أفكارًا عن السحر والعرافة، وعناصر قد تصنّف تحت الشامانية.
اشتُقّت من أسماء آلهة هذا الدين أسماء أيام الأسبوع في اللغة الإنجليزية. كلّ ما عُرِف عن هذا الدين وأساطيره المرافقة أثّر منذ معرفته بالأدب وبالوثنية الحديثة.

## التعريف
كلمة الوثنيّ pagan هي الكلمة اللاتينية التي استعملها المسيحيون في إنجلترا الأنجلوسكسونية ليميزوا غير المسيحيين. في الإنجليزية القديمة، وهي اللغة الدارجة في إنجلترا الأنجلوسكسونية، كانت الكلمة المكافئة هي hæðen (في الإنجليزية الحديثة heathen) وهي كلمة تقابل الكلمة الشمالية القديمة heiðinn ولعلهما مشتقّتان من الغوثية haiþno. يحمل المصطلحان pagan وheathen أصداءً ازدرائية، إذ كانت الأخيرة تدل في النصوص الأنجلوسكسونية المتأخرة على المجرمين ومَن لا يتصرفون وفقًا للتعاليم المسيحية. أما المصطلح الأول paganism فكان المسيحيون يستعملونه مرادفًا، وكما قال الآثاري نيل برايس، ففي السياق الأنجلوسكسوني، «لم تكن الوثنية تقريبًا إلا كلمة فارغة تدل على أي شيء غير المسيحية».
لا دليل يشير إلى أن أحدًا عاش في إنجلترا الأنجلوسكسونية وصف نفسه بأنه وثني أو فهم أن الوثنية دين واحد يشكّل بديلًا متماسكًا للمسيحية. لم تكن النظم الاعتقادية الوثنية هذه تنفصل عن بقية جوانب الحياة اليومية. وفقًا لعلماء الآثار الثلاثة مارتن كارفر وألكس سانمارك وسارة سمبل، فإن الوثنية الأنجلوسكسونية «لم تكن دينًا له قواعد أو مؤسسات عالمية أو أكثر من إقليمية، بل كانت مصطلحًا فضفاضًا يدل على مجموعة من النظرات الكونية الثقافية المحلية». أكّد كارفر أنه في إنجلترا الأنجلوسكسونية لم تكن الوثنية ولا المسيحية «موقفًا فكريًا أو شريعة متجانسة»، بل كان بينهما «تشابك معتبَر». لم يكن في النظام الاعتقادي هذا أي قواعد ظاهرة أو تناسق، بل ظهر أنه يختلف باختلاف الأمكنة والأزمنة. اقترح عالم الآثار ألكس بلوسكوسكي إمكانية الحديث عن ««وثنيّات» أنجلوسكسونية متعددة».
تبنّت المؤرخة مارلين دن مصطلحات عالم اجتماع الدين ماكس فيبر فوصفت الوثنية الأنجلوسكسونية بأنها دين «راضٍ عن العالم، قابل به»، دين «يهتم باللحظة الحاضرة والمكان هذا»، ولا سيما في القضايا المتعلقة بأمان العائلة، والرخاء، وتجنب الجفاف أو المجاعة. وتبنّت أيضًا تصنيفات غوستاف منسكنغ، فوصفت الوثنية الأنجلوسكسونية بأنها «دين شعبي»، وأن معتنقيها ركّزوا على النجاة والازدهار في هذا العالم.
إن استعمال مصطلح الوثنية (أو مقابليه الإنجليزيين) عن الكلام حول أنظمة الاعتقاد التي كانت قبل المسيحية في إنجلترا الأنجلوسكسونية يمثل إشكاليةً. تاريخيًا، استعمل كثير من الباحثين القدماء في الفترة الأنجلوسكسونية هذه المصطلحات لوصف العقائد الدينية في إنجلترا قبل تحوّلها إلى المسيحية في القرن السابع. ولكن انتقد عدة باحثين متأخرين هذا المنهج، وهو ما عبّر عنه يان وود، فقال إن استعمال مصطلح الوثنية عند الحديث عن الأنجلوسكسون يجبر الباحث على تبنّي «البنى الثقافية والأحكام القيمية للمبشرين المسيحيين القروسطيين القدماء»، ومن ثم يعمي فهم الباحثين عن وجهات نظر المسمّين وثنيين. اليوم، ترك بعض دارسي الأنجلوسكسون استعمال مصطلحَي الوثنية والوثني عند الحديث عن الفترة الأنجلوسكسونية المبكرة، واستمر آخرون في استخدامه، إذ يرونه مصطلحًا نافعًا للدلالة على شيء غير مسيحي ولكنه في الوقت نفسه ديني إلى حد ما. اقترح المؤرخ جون هاينز مصطلح «الدين التقليدي» ووصفه بأنه بديل أفضل، مع أن كارفر حذّر من هذا، مشيرًا إلى أن بريطانيا بين القرنين الخامس والسادس كانت ممتلئة بالأفكار الجديدة، ومن ثم فإن النظم الاعتقادية لتلك الفترة لم تكن «تقليدية».استُعمل مصطلح «قبل المسيحية» أيضًا، لتجنّب دلالات الحكم لكلمة الوثنية، ولكن هذا المصطلح ليس دقيقًا زمنيًا دائمًا.

## الأدلة
كان مجتمع الأنجلوسكسون قبل المسيحية مجتمعًا أمّيًّا. ومن هنا فليس في أيدينا اليوم أي دليل مكتوب أنتجه الوثنيون الأنجلوسكسونيون أنفسهم، بل إن مصدرنا النصي الأساسي يأتي من كتّاب متأخرين، مثل بيدي والمؤلف المجهول لكتاب حياة القديس ويلفريد، الذي كتب باللاتينية لا بالإنجليزية القديمة. لم يكن هؤلاء الكتّاب مهتمين بتقديم صورة كاملة لنظم اعتقاد الأنجلوسكسونيين قبل المسيحية، ومن ثم فإن الصورة النصية لهذه المعتقدات الدينية متشظية وغير مقصودة. وربما كانت مفيدةً كتابات المبشرين الأنجلوسكسونيين الذين نشطوا في تحويل مجتمعات أوروبا القارية إلى المسيحية، لا سيما ويليبرورد وبونيفاس، وأيضًا كتابات الكاتب الروماني تاسيتس في القرن الأول، وقد علق على الأديان الوثنية لأسلاف الأنجلوسكسونيين في أوروبا القارية. علق المؤرخ فرانك ستنتون على النصوص المتوفرة أنها لا تقدم إلا «انطباعًا ضئيلًا» عن الدين الوثني في إنجلترا الأنجلوسكسونية، وعلق عالم الآثار ديفيد ويلسن أيضًا فقال إن المصادر المكتوبة «يجب أن تعامل بحذر وتعدَّ اقتراحية مساعدة لا تعريفية محددة».
الأدلة النصية التي تناقش الوثنية الأنجلوسكسونية  أقل من التي تناقش نظم الاعتقاد التي كانت في أيرلندا وفرانكيا وإسكندنافيا بكثير. فليس في أيدينا رواية متسقة متجانسة عن المعتقدات الوثنية الأنجلوسكسونية كما في الأساطير الكلاسيكية والأساطير الشمالية مثلًا. ومع أن كثيرًا من الباحثين استعملوا الأساطير الشمالية دليلًا لفهم معتقدات إنجلترا الأنجلوسكسونية قبل المسيحية، فإن بعض الباحثين شكك في فائدة هذا المنهج. أشار ستنتون إلى أن الاتصال بين الوثنيتين الأنجلوسكسونية والإسكندنافية حدث في «الماضي الذي كان وقتها غابرًا»، أي وقت الهجرة الأنجلوسكسونية إلى بريطانيا. بل إن النظم الاعتقادية قبل المسيحية في إسكندنافيا فيها اختلافات كثيرة وتنوع، وهو ما يعقد استعمال المادة الإسكندنافية لفهم وثنية إنجلترا. وخلافًا لذلك، فقد حاجج المؤرخ بريان برانستون باستعمال المصادر الشمالية القديمة من أجل تحسين فهم المعتقدات الأنجلوسكسونية الوثنية، معرّفًا ما اعتبره مشتركات أسطورية بين الثقافتين ترجع جذورها إلى سلف مشترك.
توحي أسماء الأماكن الإنجليزية القديمة أيضًا ببعض المعلومات عن المعتقدات والشعائر التي كانت قبل المسيحية في إنجلترا الأنجلوسكسونية. تشير بعض هذه الأسماء إلى آلهة معينة، ويستعمل بعض آخر كلمات تشير إلى الشعائر الدينية التي كانت تحدث في تلك الأماكن. في إنجلترا، بقيت هاتان الفئتان منفصلتين، لا كما في إسكندنافيا حيث تجمع بعض أسماء الأماكن الخصيصتين معًا. تتركز هذه الأماكن التي تحمل أسماؤها ارتباطات وثنية بشكل أساسي في وسط إنجلترا وجنوبي شرقها، أما في نورثمبريا أو شرق أنجليا، فلا أمثلة واضحة لهذه الأسماء. لا يُعرَف بوضوح سبب قلة هذه الأسماء أو انعدامها في بعض أجزاء البلد، وربما يرجع ذلك إلى التغيرات في التسميات التي جاء بها الاستيطان الإسكندنافي في الحقبة الأنجلوسكسونية المتأخرة أو جهود التبشير التي طبقتها السلطات المسيحية بعد ذلك. اقترح ستنتون في 1941 أنه «بين خمسين إلى ستين موقعًا للعبادة الوثنية» يمكن تحديدها بأدلة أسماء الأماكن، ولكن الباحثة في أسماء الأماكن مارغريت غيلنغ أشارت عام 1961 إلى أن خمسة وأربعين منها فقط يمكن الاعتماد عليها. نبّه المتخصص في الأدب فيليب شاو أن كثيرًا من هذه المواقع ربما لم يسمّها الوثنيون، بل سمّاها الأنجلوسكسون المسيحيون، ليميزوا المساحات التي يعتبرونها وثنية من منظورهم المسيحي.
وفقًا لويلسن، فإن الأدلة الآثارية «غزيرة ومن ثم فلعلها أنفع الأدلة في دراسة الوثنية» في إنجلترا الأنجلوسكسونية. لا يمكن في علم الآثار تحديد الدين أو الشعيرة أو السحر إلا إذا أثّر في الثقافة المادية. لذلك فإن فهم الباحثين للدين السابق للمسيحية في إنجلترا الأنجلوسكسونية يعتمد بشكل كبير على المقابر والأبنية الصرحية التي تبنى لأسباب دينية وسياسية على السواء. شاركت الأشغال المعدنية التي اكتشفها كاشفو المعادن أيضًا في تفسير الوثنية الأنجلوسكسونية. كانت الرؤى الكونية للأنجلوسكسون قبل المسيحية تؤثر في كل جوانب الحياة، وهو ما صعّب على الباحثين الحديثين فصل الأنشطة الشعائرية الأنجلوسكسونية عن بقية جوانب الحياة اليومية. يأتي كثير من المادة الآثارية من الحقبة التي كانت المسيحية تحل محل الوثنية فيها، لذا فإن فهم الوثنية الأنجلوسكسونية يجب أن يترافق مع فهم آثار التحول إلى المسيحية.
بناءً على الأدلة المتوفرة، يقول المؤرخ جون بلاير إن دين إنجلترا الأنجلوسكسونية قبل المسيحية يماثل «دين البريطانيين تحت الحكم الروماني، على الأقل في أشكاله الظاهرية». ومع ذلك، استنتجت عالمة الآثار أودري مياني وجود «أدلة يقينية صغيرة جدًا للوثنية الأنجلوسكسونية، وإننا ما نزال جاهلين بكثير من خصائصها الجوهرية من ناحية التنظيم والفلسفة». بشكل مشابه، عبّر المختص في الإنجليزية القديمة روي بيج عن هذا الرأي بأن الأدلة الباقية إلى هذا اليوم «متناثرة ومتفرقة جدًا»، ولا تسمح لنا بأن نفهم الوثنية الأنجلوسكسونية فهمًا حسنًا.